# Soeharto
Ne doit pas être confondu avec Soekarno.
Pour l’article homonyme, voir Soeharto.
Suharto (également retranscrit Soeharto), né le 8 juin 1921 et mort le 27 janvier 2008 à Jakarta, est un général militaire, homme d'État indonésien, et président de la république d'Indonésie de 1967 à 1998.
Né dans l'île de Java de parents paysans, Soeharto fait sa carrière dans l'armée jusqu'à atteindre le grade de major-général. Une tentative de coup d'État le 30 septembre 1965, contrée par les troupes dirigées par Soeharto, est imputée au Parti communiste indonésien, tandis que Soeharto arrache le pouvoir au président fondateur de la république d'Indonésie, Soekarno. Sous sa dictature, l'armée conduit aussitôt une sanglante purge anti-communiste par la suite étendue à d'autres secteurs de la société (immigrants, chrétiens, etc.) provoquant de 500 000 à 1 million de morts en quelques mois.
Il est nommé président par intérim en 1967 et président l'année suivante. En 1975, les troupes indonésiennes envahissent le Timor oriental, dont 200 000 habitants sont tués durant les premières années d'occupation.
Son règne de 31 ans à la tête de l'Indonésie est marqué par un développement de l'économie du pays, mais également par un très fort autoritarisme et par une importante corruption. Transparency international le considère comme le dirigeant le plus corrompu de la planète dans les années 1980 et 1990.
Après trois décennies passées au pouvoir, le soutien à la présidence de Soeharto s'érode à la suite de la crise financière asiatique de 1997-1998. Après des manifestations massives en 1998, il a été contraint de démissionner et a ensuite été accusé de détournement de fonds et de crimes contre l'humanité.

## Jeunesse

### Enfance
Soeharto naît le 8 juin 1921 dans le hameau de Kemusu Argamulja, qui relevait du village de Godean, à une quinzaine de kilomètres à l'ouest de Yogyakarta, dans le centre de l'île de Java, à l'époque possession coloniale néerlandaise. Soeharto est son unique nom.
L'enfance et la jeunesse de Soeharto sont mal connues. Les récits standardisés et apocryphes de ses premières années ont le plus souvent une connotation politique. Les parents de Soeharto, sa mère Sukirah et son père Kertosudiro étaient des paysans javanais vivant dans une région dépourvue d'électricité ou d'eau courante. Le nom même de Kertosudiro suggère une appartenance à la catégorie des priyayi, terme que le chercheur français Romain Bertrand traduit par « noblesse de robe » javanaise. Le père de Soeharto était ulu-ulu, responsable, dans son village, de la régulation et de l'entretien de l'irrigation des rizières. Le fait que Soeharto ait reçu très tôt une éducation de bon niveau s'explique par cette origine sociale de « petit » priyayi, de priyayi desa (« de village »).
La jeunesse de Soeharto a connu une certaine instabilité familiale. Son père, qui avait déjà deux enfants d'un précédent mariage, a épousé Sukirah en secondes noces. Le mariage de Kertosudiro avec Sukirah est censé s'être également terminé par un divorce alors que Soeharto était encore jeune même si la date exacte du divorce n'est pas connue. Le récit rapporté par la biographie de Roeder affirme que le divorce est survenu quelques années après sa naissance. D'après un autre biographie, Pirakan, ce même divorce aurait eu lieu à peine quelques semaines après sa naissance.
L'absence de documents officiels et le manque de cohérence de certains aspects de la petite enfance de Soeharto avec les caractéristiques de la vie de paysan javanais ont mené à plusieurs rumeurs prétendant que Soeharto était le fils illégitime d'un riche et généreux donateur, ce qui en ferait le fils d'un aristocrate de Yogyakarta ou d'un riche marchand sino-indonésien. Nous avons vu que l'appartenance au milieu des priyayi desa est une explication largement satisfaisante. Pourtant, il est des gens, comme le biographe R. E. Elson, qui soutiennent que de telles rumeurs ne peuvent être entièrement écartées compte tenu de ce que la plupart des informations que Soeharto a donné sur ses origines étaient conditionnées par une signification politique.
Ses parents divorcent puis se remarient. Soeharto est séparé d'un ou de ses deux parents au cours de périodes de temps plus ou moins longues, en changeant plusieurs fois de foyer au cours de ses jeunes années. Le mariage de sa tante paternelle avec un petit fonctionnaire javanais du nom de Prawirowiharjo (donc également un priyayi), qui se chargea de l'éducation de Soeharto, aurait, selon Elson, fourni à la fois une figure paternelle et un modèle à Soeharto, de même qu'un foyer stable à Wuryantoro, où il a suivi l'essentiel de sa formation primaire.
Comme l'a souligné Elson et d'autres, la jeunesse de Soeharto contraste avec celle d'autres dirigeants nationalistes indonésiens comme Soekarno dans la mesure où il n'a montré que peu d'intérêt pour l'anticolonialisme[réf. nécessaire] ou les sujets politiques au-delà de son environnement immédiat.
Contrairement à Soekarno et aux personnes qui l'entouraient, Soeharto n'avait aucune notion de néerlandais ni d'aucune langue européenne. Il a toutefois entrepris d'apprendre le néerlandais après avoir rejoint l'armée néerlandaise en 1940.

### Carrière dans l'armée
Membre de l'armée royale des Indes néerlandaises (troupes coloniales néerlandaises), durant la Seconde Guerre mondiale, il commandera un peloton puis une compagnie au sein de la Peta, Pembela Tanah Air ou « défenseurs de la patrie », un des corps constitués par les troupes d'occupation japonaises en Indonésie, pour s'opposer à un débarquement des Alliés. Il participe à l'attaque générale du 1er mars 1949 à Yogyakarta et l'année suivante il est versé dans la Division Diponegoro. En 1956, les résultats d'une enquête interne révélèrent que durant son affectation en tant que commandant du Kodam IV/Diponegoro, Soeharto avait mis en place des fondations destinées à aider les habitants locaux. Cependant, ces fondations étaient financées par des prélèvements (au lieu de dons) auprès des industries de production et de services. Soeharto était aussi impliqué dans du troc illégal. Il avait notamment troqué du sucre contre du riz avec la Thaïlande.
Le chef d'état-major de l'armée de terre à l'époque, Abdul Haris Nasution, souhaitait prendre des mesures contre Soeharto et a effectivement envisagé son expulsion de l'armée. Cependant, Gatot Subroto (en), le chef d'état-major adjoint de l'Armée, intervint. Nasution suivit finalement le conseil de Gatot se contentant de le relever de son commandement et de le punir en l'envoyant à l'école d'état-major de l'armée de terre (Sekolah Staf Komando Angkatan Darat ou SESKOAD), formation qu'il terminera en novembre 1960.
En 1961, il obtient le grade de brigadier général et dirige le Komando Mandala chargé d'intervenir en Papouasie-Occidentale. En mars 1961, la « réserve générale de l'armée de terre » (Cadangan Umum Angkatan Darat ou CADUAD) fut créée, et Soeharto nommé à sa tête.

## L'éviction de Soekarno

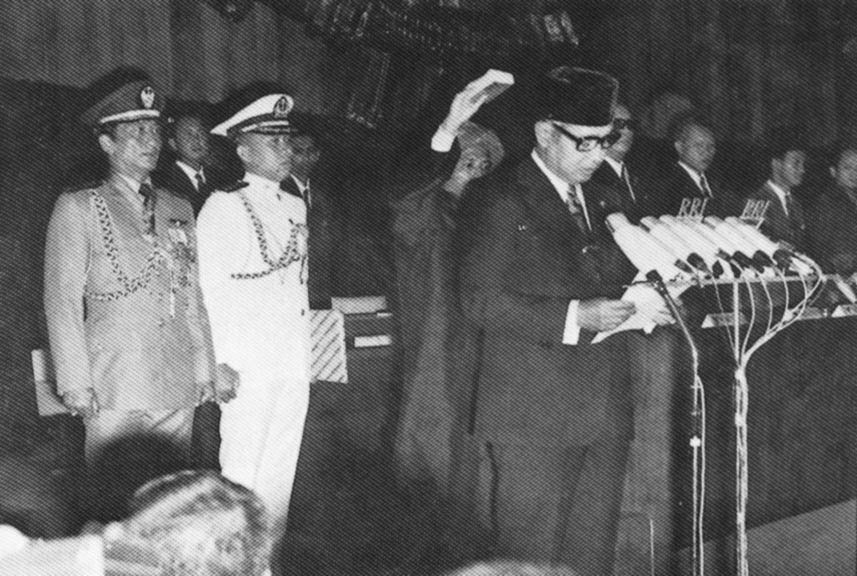
Cérémonie d'investiture de Soeharto comme président en mars 1968 (photo : Ministère de l'information de la république d'Indonésie)

Au moment du « mouvement du 30 septembre 1965 », Soeharto était commandant du Kostrad (en), les réserves stratégiques de l'armée de terre indonésienne. Il organise la répression du mouvement et décrète la dissolution du Parti communiste indonésien (PKI), que l'armée accuse d'être l'instigateur du mouvement.
Suivent des massacres qui font environ un million de victimes communistes ou supposé tels en quelques mois. Un rapport de la CIA datant de 1968 affirme que ce massacre est « l'un des plus tragiques du XXe siècle, mais aussi l'un des plus ignorés ».
Le 11 mars 1966, Soeharto contraint Soekarno, encore officiellement président, à signer la « Supersemar » (acronyme de Surat Perintah Sebelas Maret, « ordre du 11 mars »). Cet « ordre » sera considéré par Soeharto comme un transfert de pouvoir.
Soeharto est élu président de la république d'Indonésie le 21 mars 1968 par le Majelis Permusyawaratan Rakyat Sementara (assemblée délibérative du peuple provisoire) que Soekarno avait nommée en 1959.

## Au pouvoir (1966-1998)

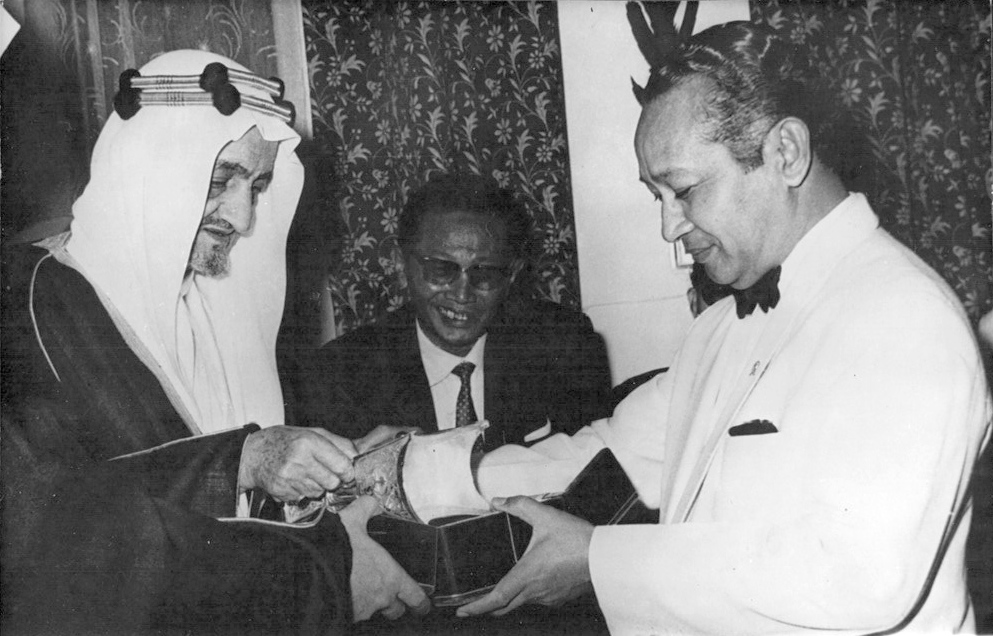
Soeharto avec le roi Fayçal d'Arabie saoudite (Jakarta, 19 juillet 1970).

Le nouveau régime renoue avec le camp occidental. L'Indonésie réintègre l'ONU, la Banque mondiale et le Fonds monétaire international, que Soekarno lui avait fait quitter et met fin à la confrontation indonésio-malaisienne (appelée Konfrontasi en indonésien) en 1966.
Une violente répression s'abat en Papouasie, faisant 30 000 morts. Les intérêts économiques américains sont privilégiés. En avril 1967, le régime accorde à Freeport Sulphur le droit de prospecter les immenses gisements cuprifères et aurifères des mines d'Ertsberg et de Grasberg — plus grande mine d'or et l'une des principales mines de cuivre au monde.
En janvier 1974, des émeutes éclatent à Jakarta, à la suite de manifestations d'étudiants qui profitaient de la visite du Premier ministre japonais Kakuei Tanaka pour protester contre la mainmise du capital étranger, notamment japonais, sur l'économie indonésienne. Ce sera la dernière manifestation contre le régime pour 24 ans.
En décembre 1975, l'armée indonésienne envahit et annexa le Timor oriental, ancienne possession coloniale portugaise, « avec la complicité diplomatique des États-Unis et aussi avec leurs armes » selon l'Américain Noam Chomsky, mais aussi du Royaume-Uni, de l'Australie et de la France. Cette invasion fit 200 000 morts.

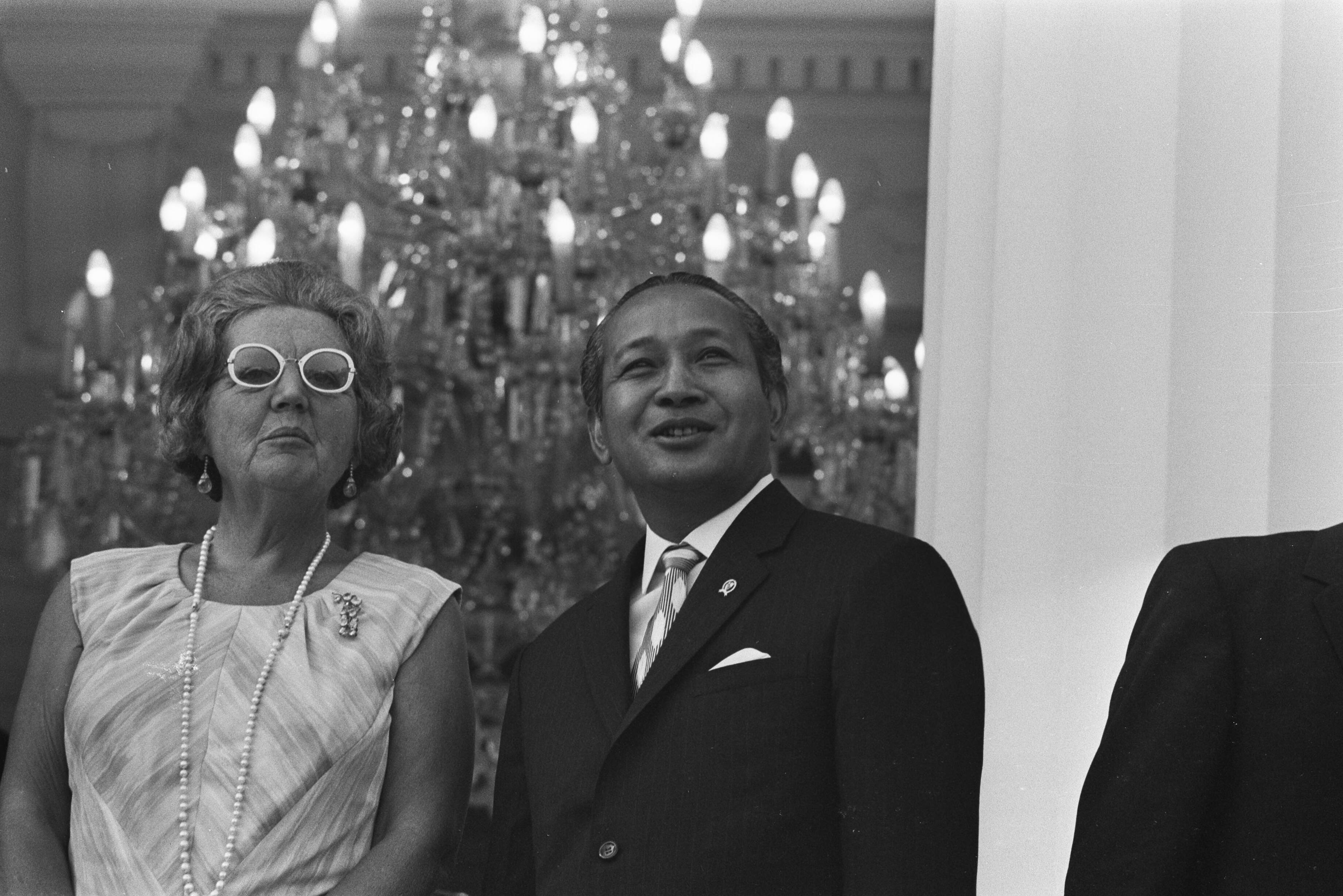
Soeharto avec la reine Juliana des Pays-Bas (Jakarta, 28 août 1971).

Soeharto réprima dans la violence les mouvements communistes et islamistes : le nombre total de victimes varie de 300 000 à 3 millions,,. Il était alors considéré comme l'un des chefs d'État les plus corrompus et on estime qu'il a amassé, avec sa famille, une fortune de 40 milliards de dollars.
Entre 1967 et 1998, le pays connut une forte croissance économique et se développa. Les revenus du pétrole, qui représenteront 80 % des exportations indonésiennes en 1980, permettent de financer le développement des infrastructures, de la santé de base, de l'éducation primaire, ainsi que d'industries d'État. En même temps, le régime favorise l'essor de grandes entreprises privées nationales appartenant à des hommes d'affaires d'origine chinoise.
Le revenu moyen par habitant progressa de 70 $ à 1 300 $ et le nombre d'Indonésiens pauvres passa de 56 % à 12 %. Le taux d'analphabétisme fut réduit, l'espérance de vie augmenta. L'inflation tomba de 600 % à 6,5 %. La chute du prix du brut en 1986 permet à la Banque mondiale et au FMI de contraindre l'Indonésie de commencer à déréglementer et libéraliser son économie et à privatiser ses entreprises d'État. Cette privatisation se traduit dans les faits par un transfert d'actifs aux hommes d'affaires proches de Soeharto et bientôt, à ses enfants qui ont atteint l'âge adulte.
Au début des années 1990 il réprime brutalement une révolte dans la province d'Aceh, faisant 9 000 morts.
Pendant les 33 ans de son règne, Soeharto et sa famille se sont enrichis considérablement à la faveur de la forte croissance que connaissait le pays.

### La chute

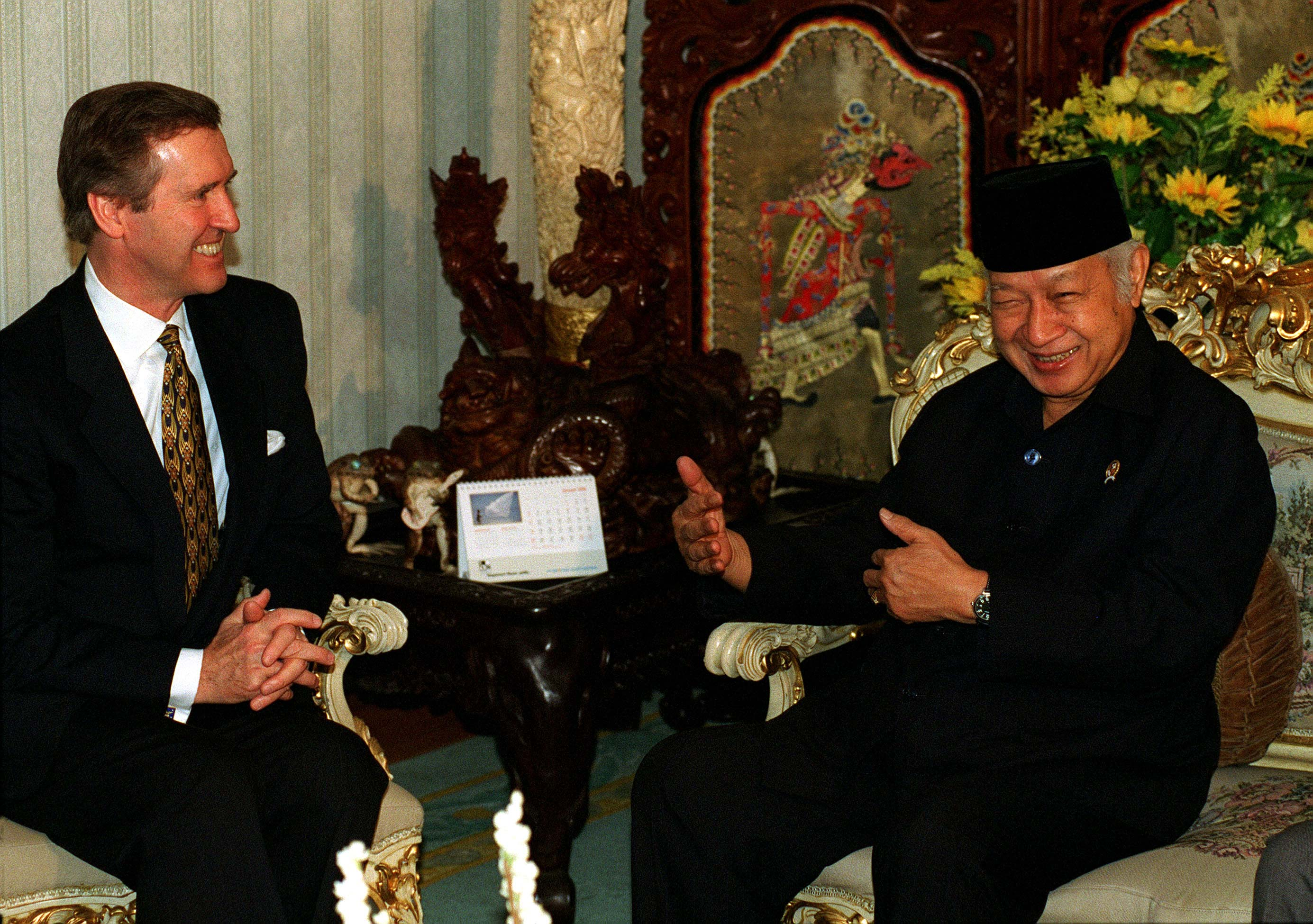
Soeharto et le secrétaire d'État américain à la Défense William Cohen, le 14 janvier 1998.

La crise financière asiatique de 1997 plonge l'Indonésie dans une grave crise économique. La monnaie nationale perd les 4/5 de sa valeur et le chômage s'étend. Les étudiants se mobilisent pour dénoncer le régime. « Supersemar » (acronyme désignant le fameux ordre du 11 mars, ou Surat Perintah Sebelas Maret, qui transféra le pouvoir de Soekarno à Soeharto) est transformé dans les manifestations en « SUruh PERgi SEperti MARcos », « qu'on lui dise de partir comme Marcos », allusion à l'ex-président philippin Ferdinand Marcos qui avait dû partir en exil en 1986 à la suite d'un immense mouvement de protestation populaire.
Le 21 mai 1998, à la suite d'importantes émeutes à Jakarta, Soeharto démissionne.

### Bilan
L'héritage des 31 ans de pouvoir de Soeharto est débattu à la fois en Indonésie et à l'étranger. Sous son administration, l'« Ordre nouveau », Soeharto a construit un gouvernement fort, centralisé et dominé par les militaires. Sa capacité à maintenir la stabilité dans un pays vaste et divers et ses positions ouvertement anti-communistes lui ont valu le soutien économique et diplomatique des pays occidentaux pendant la guerre froide, en particulier des États-Unis, du Royaume-Uni et de l'Australie. Durant sa dictature plus de 500 000 personnes perdent la vie sur un pays qui en compte 200 000 000,. L'occupation pendant 24 ans du Timor oriental durant la présidence de Soeharto, fait, quant à elle, au moins 200 000 morts sur une population de 800 000 habitants. Dans les années 1990, l'autoritarisme de l'« Ordre nouveau » et la corruption généralisée ont été une source de mécontentement. Dans les années qui ont suivi sa présidence, les tentatives pour le juger sur la base d'accusations de corruption et de génocide ont échoué en raison de son état de santé. Apprécié par les gouvernements occidentaux, les États-Unis rendent hommage à « Une figure historique qui a laissé une empreinte durable sur l’Indonésie et la région du Sud-Est asiatique, même s’il est possible que son héritage soit un peu controversé ».

## Les tentatives de procédures judiciaires

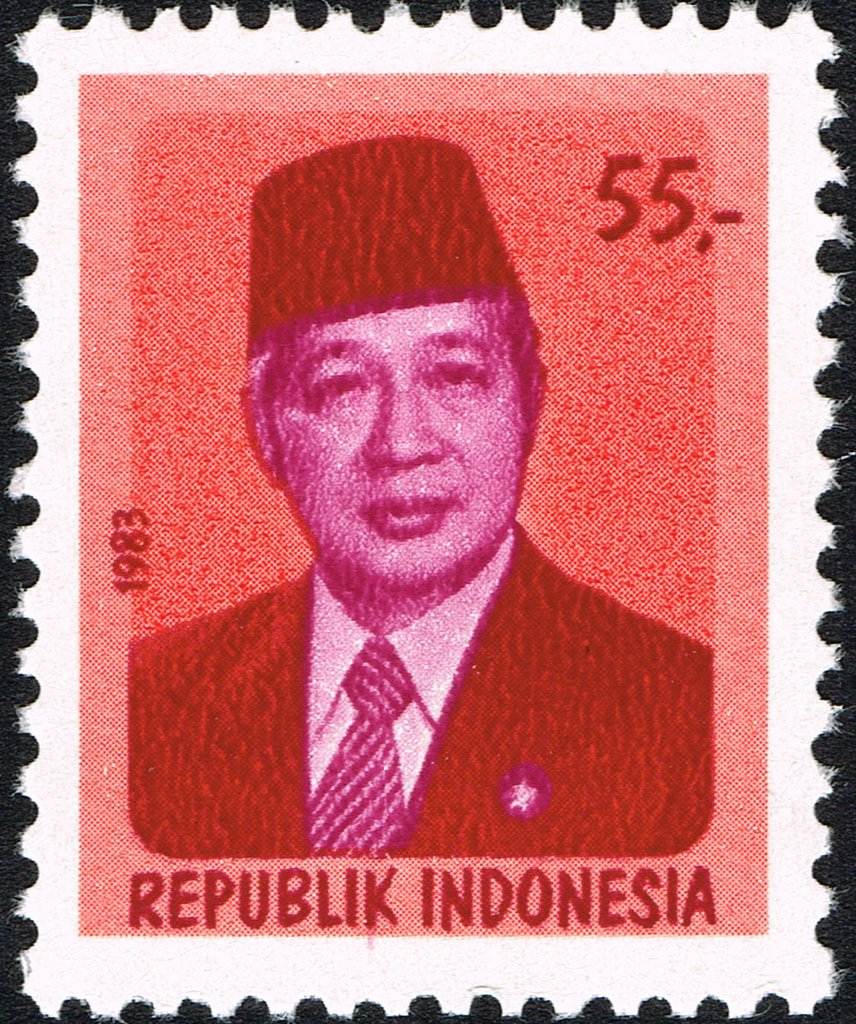
Soeharto sur un timbre d'Indonesie (1983).

Il a échappé aux poursuites judiciaires en mai 2006 du fait de son grand âge et de son état de santé. En ce qui concerne les accusations de graves violations des droits de l'homme, notamment la déportation sur l'île de Buru, à la suite du « mouvement du 30-Septembre » de dizaines de milliers de prisonniers politiques, la Commission nationale des droits humains fondamentaux indonésienne, Komnas HAM, avait formé un groupe pour examiner les faits, mais finalement la méthodologie d'enquête proposée a été rejetée par le Conseil représentatif du peuple, Dewan Perwakilan Rakyat ou DPR, l'assemblée nationale indonésienne, au cours de l'année 2004.
Toutefois selon M.M. Bilah, membre de la commission à l'époque, il aurait suffi que 7 des 20 membres de la Komnas HAM l'approuve pour qu'une révision ait lieu, sans garantie toutefois que l'enquête puisse se poursuivre car l'accord de la DPR était de nouveau nécessaire.
Le 27 février 2008, la Komnas HAM décide de former deux équipes chargées d'enquêter, respectivement, sur les événements de 1965-1966 et sur les « assassinats mystérieux », pendant une durée de 3 mois prolongeable si nécessaire.

## Mort
Entré à l'hôpital Pertamina de Jakarta le 4 janvier 2008, il y meurt le 27 janvier suivant, « à 13 h 10 locales d'une défaillance multiviscérale » selon l'agence de presse Xinhua, à l'âge de 86 ans. Il est inhumé avec les honneurs militaires à Karanganyar près de Surakarta, (Java).

## Décorations étrangères

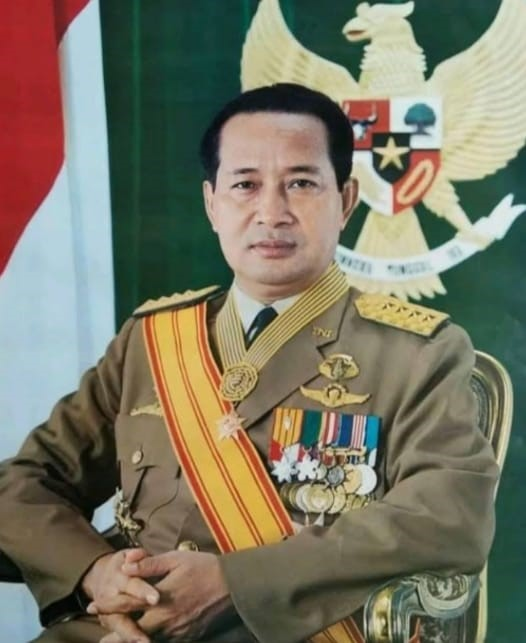
Soeharto en portrait officiel (1968).

- Grand-croix de l'ordre de Bonne Espérance ( Afrique du Sud).
- Grand-croix de l’ordre du Mérite de la République fédérale d'Allemagne ( Allemagne).
- Collier de l'ordre de Badr ( Arabie saoudite)
- Grand-croix d’or de l’ordre du Mérite ( Autriche).
- Grand cordon de l'ordre de Léopold ( Belgique).
- Collier de l'ordre de la Couronne ( Brunéi).
- Grand cordon de l'ordre national de l'Indépendance ( Cambodge).
- Chevalier du grand ordre de Mugunghwa ( Corée du Sud).
- Collier de l'ordre du Nil ( Égypte).
- Collier de l'ordre de la fédération ( Émirats arabes unis).
- Collier de l'ordre d'Isabelle la Catholique ( Espagne).
- Grand cordon de l'ordre de la reine de Saba ( Empire d'Éthiopie).
- Grand-croix de la Légion d'honneur ( France).
- Grand cordon de l'ordre du Chrysanthème ( Japon)
- Collier de l'ordre de Ali ibn Hussein ( Jordanie).
- Collier de l’ordre des Pahlavi ( Iran).
- Médaille commémorative de la célébration du 2 500e anniversaire de la fondation de l'empire perse ( Iran).
- Chevalier grand-croix au grand cordon de l'ordre du Mérite de la République italienne ( Italie).
- Collier de l'ordre de Mubarak le Grand (en) ( Koweït).
- Grand cordon de l'ordre de la Couronne du Royaume ( Malaisie).
- Grand cordon de l'ordre du Sultan Ahmad Shah de Pahang  ( Malaisie).
- Chevalier grand commandeur de l'ordre royal de la famille du Johor (en) ( Malaisie).
- Grand-croix de l’ordre de Saint-Olaf ( Norvège).
- Collier de l'ordre de la république de Pakistan (en) ( Pakistan).
- Grand-croix de l'ordre du Lion néerlandais ( Pays-Bas).
- Grand-croix avec collier de l'ordre de Sikatuna ( Philippines).
- Collier de l'ordre de l'Indépendance ( Qatar).
- Chevalier grand-croix de l'ordre du Bain ( Royaume-Uni).
- Collier de l'ordre de l'Étoile de Roumanie ( Roumanie).
- Grand cordon de l'order de de Darjah Utama Temasek (en) ( Singapour).
- Grand cordon de l'ordre des Omeyyades ( Syrie).
- Grand cordon de l'order de Rajamitrabhorn (en) ( Thaïlande).
- Grand cordon de l'ordre de la République ( Tunisie).
- Première classe de l'ordre du Prince Iaroslav le Sage ( Ukraine).
- Grand cordon de l'ordre du Libérateur ( Venezuela).
- Grand cordon de l'ordre de la République ( Yémen).
- Grande étoile de l'ordre de l'Étoile de Yougoslavie ( Yougoslavie).